# Halieutopsis
Halieutopsis es un género de peces de la familia Ogcocephalidae.

## Descripción
Halieutopsis se distingue de otros géneros de Ogcocephaline por la ausencia de filamentos branquiales en el tercer y cuarto arco branquial, y los dientes se encuentran típicamente en el quinto ceratobranquial, donde se dividen en dos pequeñas placas bien separadas. El illicium es relativamente simple, se asemeja a una espina y no presenta cavidad en su base. La esca (punta de un radio de la aleta, modificado a partir de la aleta dorsal anterior) presenta dos grandes lóbulos laterales y un lóbulo dorsal medio que típicamente presenta cirros (estructuras sensoriales). La base de la aleta pectoral está ampliamente conectada al cuerpo. La línea lateral es discontinua, se encuentra justo por delante o más allá del ano, entre uno y seis neuromastos a cada lado del ano. Los peces de este género son relativamente pequeños, con una longitud estándar típicamente inferior a 100 mm (3,9 pulgadas), siendo H. nasuta la especie más grande, con una longitud total máxima publicada de 140 mm (5,5 pulgadas).

## Distribución y hábitat
Los peces de Halieutopsis se encuentran en el océano Índico y en los océanos Pacífico occidental y oriental en regiones templadas a tropicales, en plataformas continentales, taludes y en aguas más profundas del Indopacífico a profundidades de entre aproximadamente 100 y 4020 m (330 y 13 190 pies).